# 32. Arany Málna-gála
A 32. Arany Málna-gálán (Razzies) – az Oscar-díjátadó paródiájaként – a 2011-es év legrosszabb amerikai filmjeit, illetve alkotóit díjazták. A ceremóniára a santa monicai (Kalifornia) Magicopolisban került sor. Az előző évek hagyományaitól eltérőn, ez évben mind a jelölések, mind a végeredmény közlésének időpontját eltolták: 2012. február 25-én, a 84. Oscar-gála előtti napon hozták nyilvánosságra a jelöltek névsorát, a végső eredményt pedig a bolondok napján hirdették ki.
Az értékelésben – egy kategória kivételével – az USA 46 államában és 17 külföldi országban élő 657 filmrajongó, kritikus, újságíró és filmes szakember G.R.A.F.-tag  vett részt. A legrosszabb színészgárda kategóriában nem csak az Arany Málna alapítványi tagjai szavaztak, hanem a Rotten Tomatoes közreműködésével a nagyközönség is, ahonnan összesen 35 117 szavazat érkezett. 
Adam Sandler rekord mennyiségű jelölésre tett szert: filmje, a Jack és Jill, 10 kategóriában 12 jelölést kapott (két kategóriában kétszer is jelölve lett). Hat egyéni jelölésével (legrosszabb férfi főszereplő, legrosszabb női főszereplő, legrosszabb filmes páros [2x], legrosszabb forgatókönyvíró [2x]) Sandler maga is túlszárnyalta az addigi egy évben legtöbb jelölést kapott Eddie Murphy rekordját (5x).
Sandler filmje gyakorlatilag tarolta a mezőnyt: mind a 10 kategóriában díjat kapott, s ezzel megelőzte az addigi első helyezett Háború a Földön című akció-sci-fit, valamint a Tudom, ki ölt meg thriller-horrort (9-9 díj).

## Díjazottak és jelöltek
| „Győztes” |

| Kategória                                                  | „Győztesek” és jelöltek |
| ---------------------------------------------------------- | --- |
| Legrosszabb film                                           | Jack és Jill, producer: Adam Sandler, Jack Giarraputo és Todd Garner (Columbia Pictures) |
| Legrosszabb film                                           | Alkonyat – Hajnalhasadás, producer: Wyck Godfrey, Karen Rosenfelt és Stephenie Meyer (Summit Entertainment)                                                                                       |
| Legrosszabb film                                           | Bucky Larson: Született filmcsillag, producer: Adam Sandler, Jack Giarraputo, Allen Covert, Nick Swardson és David Dorfman (Columbia Pictures)                                                    |
| Legrosszabb film                                           | Szilveszter éjjel, producer: Mike Karz, Wayne Allan Rice és Garry Marshall (Warner Bros./New Line Cinema)                                                                                         |
| Legrosszabb film                                           | Transformers 3., producer: Don Murphy, Tom DeSanto, Lorenzo di Bonaventura és Ian Bryce (Paramount Pictures)                                                                                      |
| Legrosszabb előzményfilm, remake, koppintás vagy folytatás | Jack és Jill, producer: Adam Sandler, Jack Giarraputo és Todd Garner (Columbia Pictures) – a Glen or Glenda koppintása/remakeje                                                                   |
| Legrosszabb előzményfilm, remake, koppintás vagy folytatás | Alkonyat – Hajnalhasadás, producer: Wyck Godfrey, Karen Rosenfelt és Stephenie Meyer (Summit Entertainment)                                                                                       |
| Legrosszabb előzményfilm, remake, koppintás vagy folytatás | Arthur, a legjobb parti, producer: Larry Brezner, Kevin McCormick, Chris Bender és Michael Tadross (Warner Bros.)                                                                                 |
| Legrosszabb előzményfilm, remake, koppintás vagy folytatás | Bucky Larson: Született filmcsillag, producer: Adam Sandler, Jack Giarraputo, Allen Covert, Nick Swardson és David Dorfman (Columbia Pictures) – a Boogie Nights és a Csillag születik koppintása |
| Legrosszabb előzményfilm, remake, koppintás vagy folytatás | Másnaposok 2., producer: Daniel Goldberg és Todd Phillips (Warner Bros.) |
| Legrosszabb férfi főszereplő                               | Adam Sandler – Jack és Jill (mint Jack) és Kellékfeleség |
| Legrosszabb férfi főszereplő                               | Russell Brand – Arthur, a legjobb parti |
| Legrosszabb férfi főszereplő                               | Nicolas Cage – Boszorkányvadászat, Féktelen harag és Túszjátszma |
| Legrosszabb férfi főszereplő                               | Taylor Lautner – Alkonyat – Hajnalhasadás és Elhurcolva |
| Legrosszabb férfi főszereplő                               | Nick Swardson – Bucky Larson: Született filmcsillag |
| Legrosszabb női főszereplő                                 | Adam Sandler (mint Jill) – Jack és Jill |
| Legrosszabb női főszereplő                                 | Martin Lawrence (mint Nagymami) – Gagyi mami – Mint két tojás |
| Legrosszabb női főszereplő                                 | Sarah Palin (önmaga) – The Undefeated |
| Legrosszabb női főszereplő                                 | Sarah Jessica Parker – Csak tudnám, hogy csinálja és Szilveszter éjjel |
| Legrosszabb női főszereplő                                 | Kristen Stewart – Alkonyat – Hajnalhasadás |
| Legrosszabb férfi mellékszereplő                           | Al Pacino (önmaga) – Jack és Jill |
| Legrosszabb férfi mellékszereplő                           | Patrick Dempsey – Transformers 3. |
| Legrosszabb férfi mellékszereplő                           | James Franco – Király! |
| Legrosszabb férfi mellékszereplő                           | Ken Jeong – A gondozoo, Gagyi mami – Mint két tojás, Másnaposok 2. és Transformers 3. |
| Legrosszabb férfi mellékszereplő                           | Nick Swardson – Jack és Jill és Kellékfeleség |
| Legrosszabb női mellékszereplő                             | David Spade (mint Monica) – Jack és Jill (cameoszerep) |
| Legrosszabb női mellékszereplő                             | Katie Holmes – Jack és Jill |
| Legrosszabb női mellékszereplő                             | A Fehérneműs Modell (Rosie Huntington-Whiteley) – Transformers 3. |
| Legrosszabb női mellékszereplő                             | Brandon T. Jackson (mint Charmaine) – Gagyi mami – Mint két tojás |
| Legrosszabb női mellékszereplő                             | Nicole Kidman – Kellékfeleség |
| Legrosszabb filmes páros                                   | Adam Sandler és Katie Holmes, Al Pacino, vagy Adam Sandler – Jack és Jill |
| Legrosszabb filmes páros                                   | Nicolas Cage és bárki, aki megjelent vele a képernyőn a következő 2011-es filmek bármelyikében: Boszorkányvadászat, Féktelen harag és Túszjátszma                                                 |
| Legrosszabb filmes páros                                   | Shia LaBeouf és a Fehérneműs Modell (Rosie Huntington-Whiteley) – Transformers 3. |
| Legrosszabb filmes páros                                   | Adam Sandler és Jennifer Aniston vagy Brooklyn Decker – Kellékfeleség |
| Legrosszabb filmes páros                                   | Kristen Stewart és Taylor Lautner vagy Robert Pattinson – Alkonyat – Hajnalhasadás |
| Legrosszabb rendező                                        | Dennis Dugan – Jack és Jill és Kellékfeleség |
| Legrosszabb rendező                                        | Michael Bay – Transformers 3. |
| Legrosszabb rendező                                        | Tom Brady – Bucky Larson: Született filmcsillag |
| Legrosszabb rendező                                        | Bill Condon – Alkonyat – Hajnalhasadás |
| Legrosszabb rendező                                        | Garry Marshall – Szilveszter éjjel |
| Legrosszabb forgatókönyv                                   | Jack és Jill, írta: Adam Sandler, Ben Zook, Steve Koren és Robert Smigel |
| Legrosszabb forgatókönyv                                   | Alkonyat – Hajnalhasadás, írta: Melissa Rosenberg, Stephenie Meyer regénye alapján |
| Legrosszabb forgatókönyv                                   | Bucky Larson: Született filmcsillag, írta: Adam Sandler, Allen Covert és Nick Swardson |
| Legrosszabb forgatókönyv                                   | Szilveszter éjjel, írta: Katherine Fugate |
| Legrosszabb forgatókönyv                                   | Transformers 3., írta: Ehren Kruger |
| Legrosszabb szereplőgárda                                  | Jack és Jill teljes szereplőgárdája |
| Legrosszabb szereplőgárda                                  | Alkonyat – Hajnalhasadás teljes szereplőgárdája |
| Legrosszabb szereplőgárda                                  | Bucky Larson: Született filmcsillag teljes szereplőgárdája |
| Legrosszabb szereplőgárda                                  | Szilveszter éjjel teljes szereplőgárdája |
| Legrosszabb szereplőgárda                                  | Transformers 3. teljes szereplőgárdája |

### A kategóriákban előforduló filmek
| Jelölés | Díj | Magyar cím                          | Eredeti cím                       |
| ------- | --- | ----------------------------------- | --------------------------------- |
| 12      | 10  | Jack és Jill                        | Jack and Jill                     |
| 8       | 0   | Alkonyat – Hajnalhasadás            | The Twilight Saga: Breaking Dawn  |
| 8       | 0   | Transformers 3.                     | Transformers: Dark of the Moon    |
| 6       | 0   | Bucky Larson: Született filmcsillag | Bucky Larson: Born to Be a Star   |
| 5       | 2   | Kellékfeleség                       | Just Go with It                   |
| 5       | 0   | Szilveszter éjjel                   | New Year's Eve                    |
| 3       | 0   | Gagyi mami – Mint két tojás         | Big Mommas: Like Father, Like Son |
| 2       | 0   | Arthur, a legjobb parti             | Arthur                            |
| 2       | 0   | Boszorkányvadászat                  | Season of the Witch               |
| 2       | 0   | Féktelen harag                      | Drive Angry 3D                    |
| 2       | 0   | Másnaposok 2.                       | The Hangover Part II              |
| 2       | 0   | Túszjátszma                         | Trespass                          |
| 1       | 0   | A gondozoo                          | Zookeeper                         |
| 1       | 0   | Csak tudnám, hogy csinálja          | I Don't Know How She Does It      |
| 1       | 0   | Elhurcolva                          | Abduction                         |
| 1       | 0   | Király!                             | Your Highness                     |
| 1       | 0   | –––                                 | The Undefeated                    |